# Topolino show
Topolino show è stato un programma televisivo contenitore per ragazzi andato in onda su Rete 4 ogni sabato dal 30 ottobre 1982 fino al 28 maggio 1983 dalle 16.30 alle 18.30, condotto da Maurizio Esposito e Patricia Pilchard.
Per ogni puntata la trasmissione vedeva due squadre di bambini delle scuole medie provenienti da due città diverse, che si sfidavano producendosi in quiz, gare e giochi in studio per conquistare il montepremi in palio, costituito da alberi da piantare.
Oltre ad ospiti famosi, il programma vedeva la presenza fissa del gruppo vocale de Le Mele Verdi e de I Cavalieri del Re, i cui membri si esibivano interpretando canzoni del loro repertorio. Durante la trasmissione, venivano mandati in onda cartoni animati targati Walt Disney, ed il quiz Vai col verde.
La regia era di Roberto Valentini, l'autore dei testi Enzo Tortora.
La sigla di testa era animata dal fumettista Romano Scarpa, mentre quella finale, Canzone contro, fu incisa da Elisabetta Viviani.
Al programma era legato un concorso del settimanale Topolino intitolato "Indovina chi è". Ogni settimana ai lettori ed ai telespettatori veniva proposto un personaggio da indovinare, ritratto in una caricatura di Marco Rota; tra tutti coloro che avevano indovinato e spedito un tagliando presente sul libretto, venivano sorteggiati 60 vincitori che avrebbero ricevuto premi di vario tipo.